# Juste-Aurèle Meissonnier
Juste-Aurèle Meissonnier (ou Meissonier), né en 1695 à Turin et mort en 1750 à Paris, est un dessinateur, peintre, sculpteur, architecte, ornemaniste et orfèvre français.

## Biographie
Juste-Aurèle est le fils d'un orfèvre provençal travaillant en Italie ; il s'installe à Paris vers 1715.
Considéré par ses contemporains comme l'un des chefs de file de la rocaille, il fait partie des artistes qui ont eu le plus d’influence sur le goût du XVIIIe siècle. Orfèvre du roi (1724), dessinateur de la chambre et du cabinet du roi (1726), il est aussi ordonnateur des fêtes et pompes funèbres royales, Meissonnier montra dans l'exercice de toutes ces charges un génie fécond.  
Aujourd'hui, il doit surtout sa renommée à son œuvre gravé, publié de 1734 à 1742 par la veuve de François Chéreau puis par Gabriel Huquier. On ne connaît pas avec exactitude les dates de publication de ces planches qui n'étaient pas ordinairement vendues en livres, mais à la feuille ou au cahier. C'était l'acheteur qui, après avoir fait un choix de gravures, les faisait éventuellement relier. Les planches gravées par Laureolly font partie de la première livraison de 1734 , celles plus tardives, et qui sont aussi les plus nombreuses, sont le plus souvent gravées par Huquier. Les datations que l'on trouve parfois au bas des gravures sont en fait des millésimes correspondant à l’œuvre dessinée ou réalisée et non pas à l'œuvre gravé . 
Les modèles d’orfèvrerie de Meissonnier sont restés très célèbres, ils font preuve de la plus grande invention et de la plus grande originalité. Le "Livre" de modèles le plus connu est le "Douzième Livre des Œuvres", il s'agit en fait d'un cahier de seulement cinq feuilles (vignettes 73 à 77) représentant des chandeliers d'argent ; parmi ces chandeliers se trouve le modèle du célèbre candélabre du duc de Kingston que l'on peut voir sur le site du musée des Arts décoratifs. Bien qu'orfèvre lui-même, Meissonnier était surtout ornemaniste et il faisait le plus souvent exécuter ses projets par d'autres, en particulier par l'orfèvre Claude Duvivier. 
Les planches gravées de Meissonnier, comme celle du magnifique frontispice in folio du graveur Pierre-Alexandre Aveline, ont contribué à la diffusion européenne du style rocaille, encore nommé rococo : "Ce sont des Fontaines, des Cascades, des Ruines, des Rocailles, et Coquillages, des morceaux d'Architecture, qui font des effets bizarres, singuliers et pittoresques, par leurs formes piquantes et extraordinaires, dont souvent aucune partie ne répond à l'autre, sans que le sujet en paraisse moins riche et moins agréable." Meissonnier est l'un des premiers ornemanistes, avec Nicolas Pineau, et Jacques de Lajoüe, à abandonner la symétrie pour adopter des modèles à faces inégales, des formes déjetées, basculées, enroulées ou torsadées, des motifs de coquillages et de végétaux exubérants. 
Meissonnier dessina aussi de nombreux projets d'architecture pour Paris (église Saint-Sulpice, place royale...) dont aucun ne réussit à aboutir. Sa seule réalisation effective, en tant qu'architecte, est l'hôtel particulier de Léon de Brethous, financier, armateur et maire, à Bayonne (1729-1734).

## La diversité de ses créations

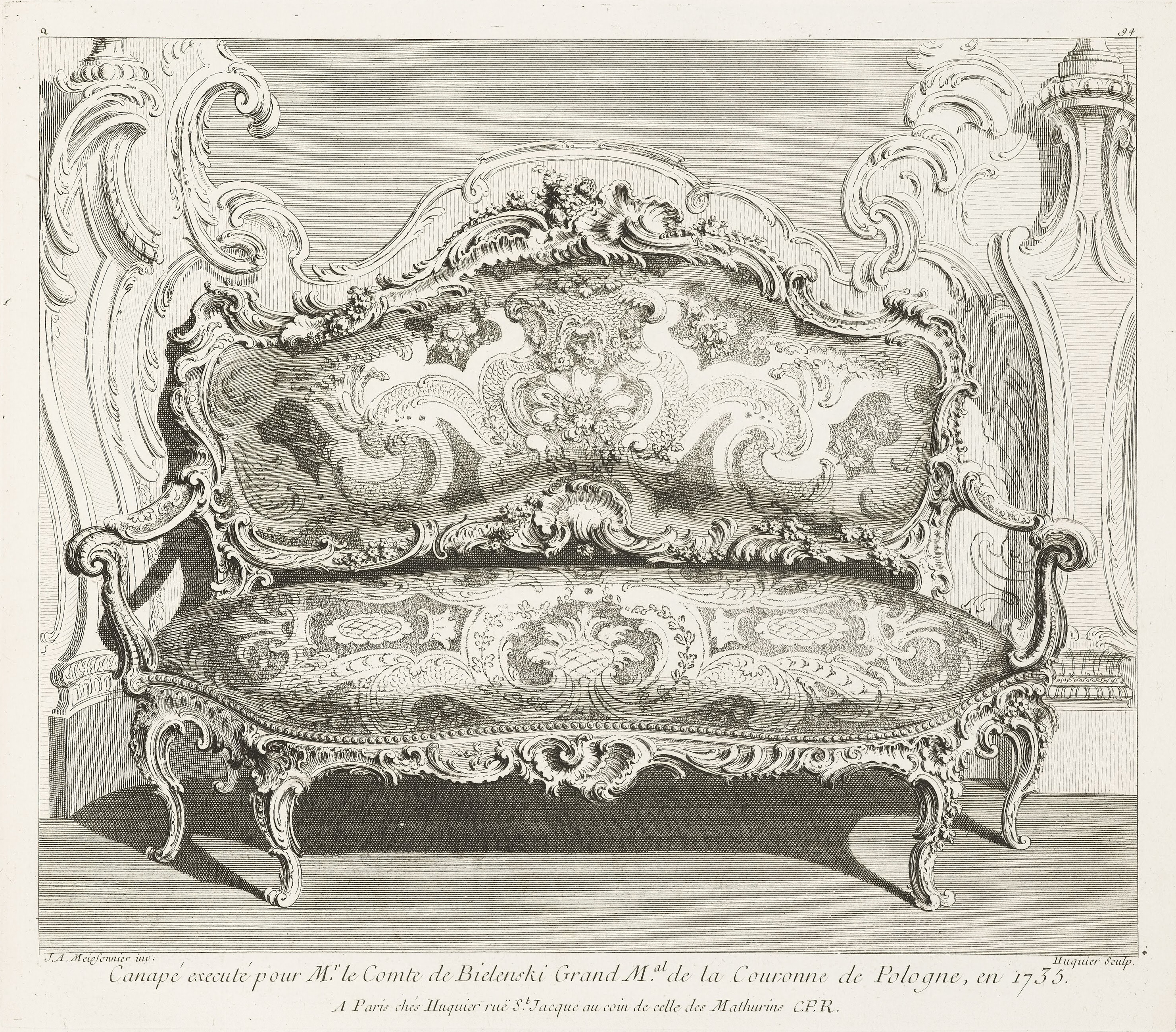
Canapé exécuté pour Mr. le Comte de Bielinski Grand Maréchal de la Couronne de Pologne, en 1735
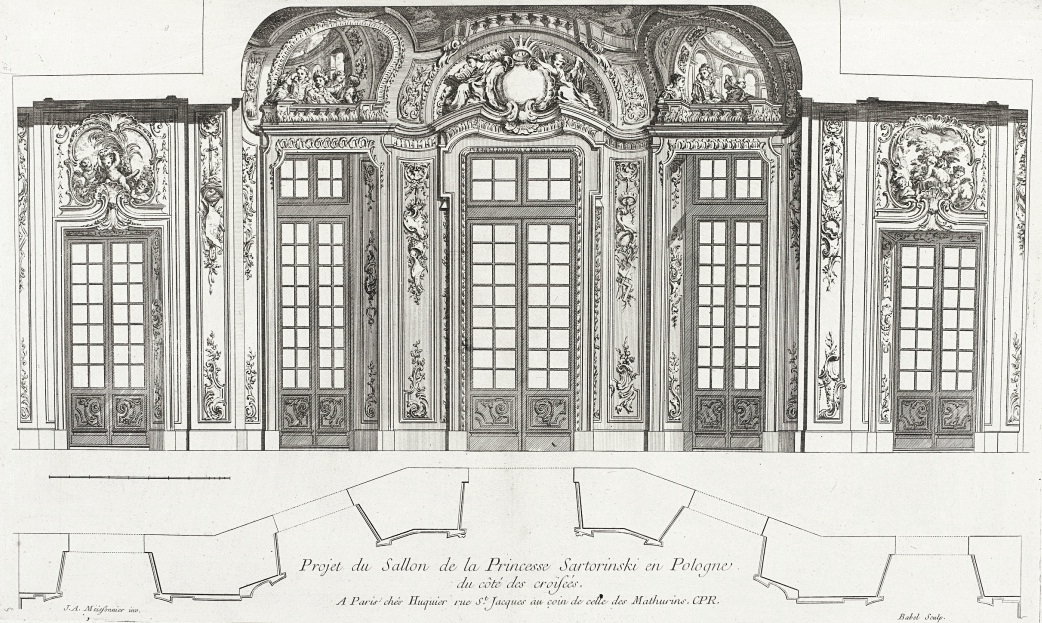
Décoration d'un salon dans le Palais Czartoryski à Puławy, 1732.
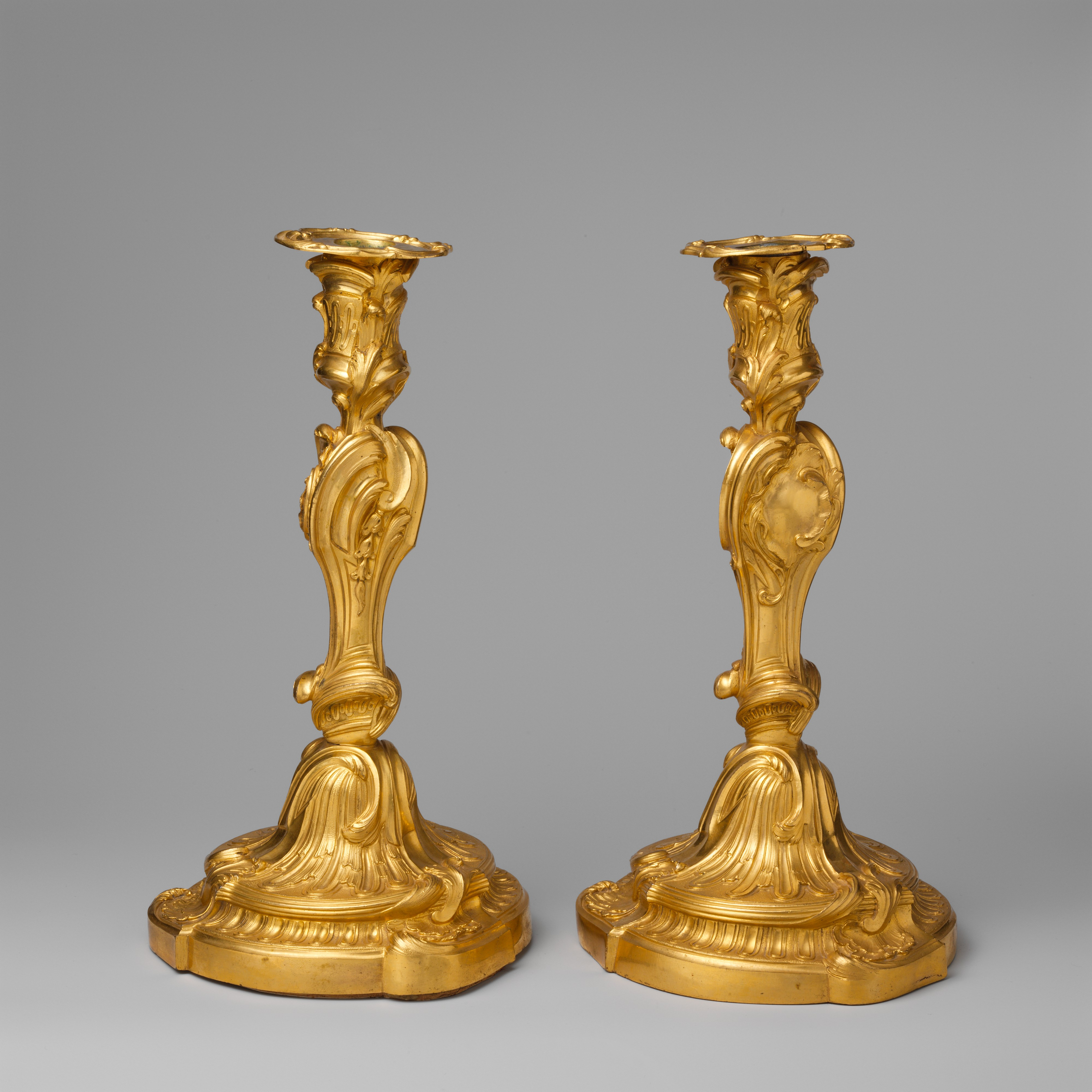
Paire de candélabres en bronze, 1735
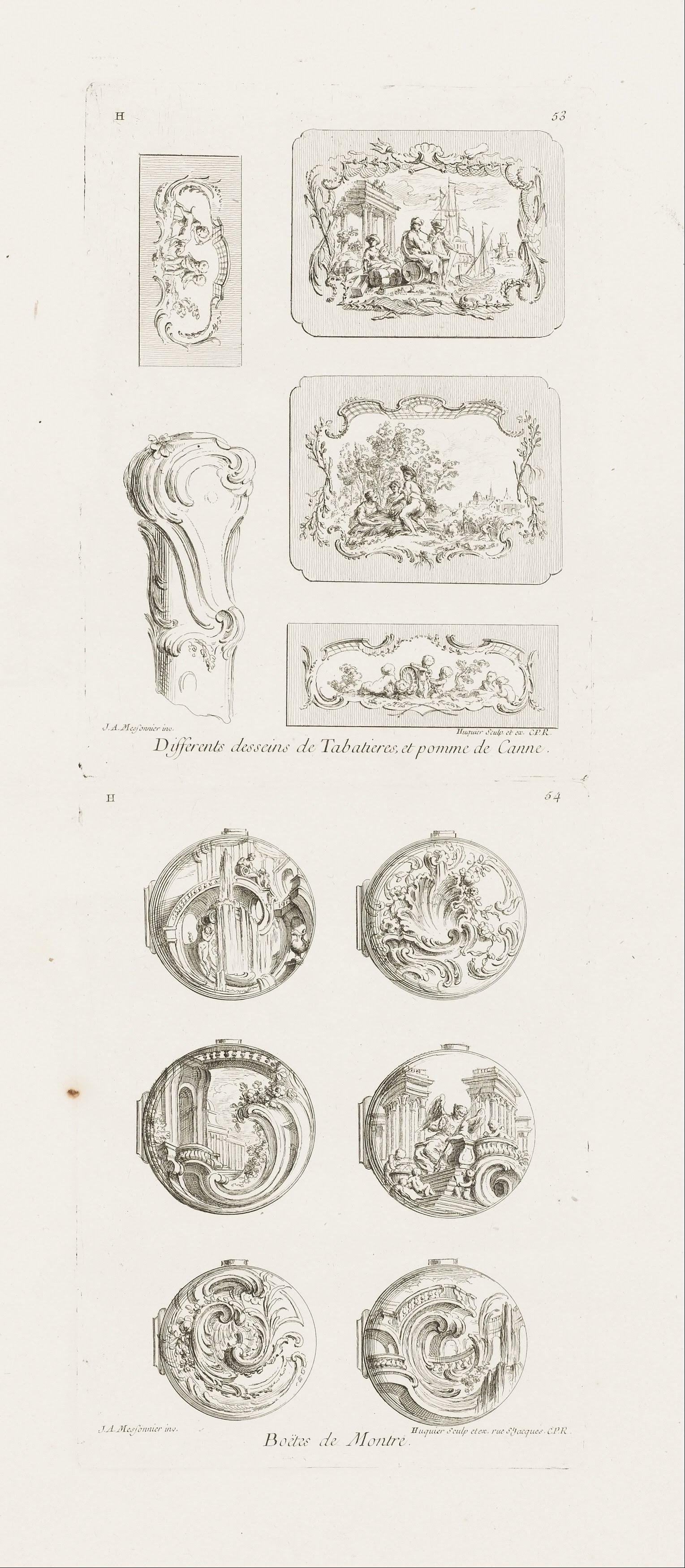
Différents modèles de tabatières et pommes de canne.